# Kurikkajärvi
Kurikkajärvi är en sjö i Gällivare kommun i Lappland och ingår i Kalixälvens huvudavrinningsområde. Sjön har en area på 0,16 kvadratkilometer och ligger 344,6 meter över havet. Kurikkajärvi ligger i Torne och Kalix älvsystem Natura 2000-område.

## Delavrinningsområde
Kurikkajärvi ingår i det delavrinningsområde (748843-174561) som SMHI kallar för Mynnar i Ropukkajoki. Medelhöjden är 375 meter över havet och ytan är 10,72 kvadratkilometer. Det finns inga avrinningsområden uppströms utan avrinningsområdet är högsta punkten. Vattendraget som avvattnar avrinningsområdet har biflödesordning 5, vilket innebär att vattnet flödar genom totalt 5 vattendrag innan det når havet efter 220 kilometer. Avrinningsområdet består mestadels av skog (78 procent) och sankmarker (12 procent). Avrinningsområdet har 0,57 kvadratkilometer vattenytor vilket ger det en sjöprocent på 5,3 procent.